# سام وب
سام وب فعال سیاسی و رهبر و رئیس ملی حزب کمونیست آمریکا است.
او برای اولین بار در بیست و هفتمین گردهمایی ملی حزب کمونیست آمریکا در میلواکی، ویسکونسین در سال ۲۰۰۱ به سمت ریاست ملی انتخاب شد و سپس در بیست و هشتمین گردهمایی ملی این حزب در شیکاگو، ایلینوی در سال ۲۰۰۵ مجدداً انتخاب شد.
مواضع او در نقد حکومت فعلی آمریکا و ساختار طبقاتی آن بوده است اما به اصول حکومت این کشور مانند دموکراسی و غیره تقریباً بدون نقد بوده است.
او در انتخابات ریاست جمهوری سال ۲۰۰۴ نقش مهمی در اتخاذ تصمیم حزب کمونیست آمریکا در دفاع از حزب دموکرات در این انتخابات داشت. این تصمیم تغییر بزرگی در سیاست معمولی این حزب بود.